# Langue sinoxénique
Une langue sinoxénique est une langue dont le vocabulaire possède un grand nombre de termes d'étymologie sinitique (chinoise), sans toutefois être une langue de la famille des langues chinoises. Le terme sinoxénique, adaptation de l'anglais sino-xenic, est dû au linguiste Samuel Martin.
Le coréen, le japonais et le vietnamien sont les exemples les plus répandus de langues sinoxéniques. En effet, ces langues, en important le système d'écriture chinois (les sinogrammes), ont été enrichies d'un vocabulaire nouveau venu de Chine. Peu à peu, ce vocabulaire de la langue chinoise classique (écrite) a pénétré les langues vernaculaires, au point qu'aujourd'hui, en incluant les mots inventés au Japon sur la base des lectures sino-japonaises des sinogrammes, 49％ des mots que l'on trouve dans le dictionnaire de japonais Shinsen-kokugo-jiten (新選国語辞典, 2002) sont sinoxéniques, sans inclure une partie des termes hybridiques (8%) qui, dans un certain nombre de cas, contiennent au moins un élément sinoxénique. Néanmoins, leur poids en termes de fréquence d'utilisation, apparaît clairement plus bas, notamment dans la langue orale ; par exemple, une étude de 1995 sur les émissions télévisuelles montre une part de seulement 18% pour le vocabulaire sinoxénique. Les conversations de la vie courant voient cette part encore davantage réduite, en tendance.
Une « lecture sinoxénique » désigne une prononciation d'un sinogramme en japonais (ou une autre langue) dont l'origine est une prononciation chinoise. On parle plus communément de lectures sino-japonaises (ou lecture on), sino-coréennes, etc.
Note : dans les langues ryūkyū, insulaires des termes différents sont utilisés dans la langue courante, la nation (国家) est représenté par l'île (Ryūkyū est constitué de nombreuses petites îles) (島/岛), la forêt (森林 ou 林) par la montagne (山) (la forêt se trouve sur les pics montagneux), la correspondance linguistique par les termes d'utilisation courante n'est pas ici le meilleur exemple.[Quoi ?]
| Français                        | Chinois (mandarin standard) | Japonais (japonais standard) | Coréen (dialecte de Séoul) | Vietnamien (dialecte du Sud) | Ryūkyū (dialecte d'Okinawa)          | Zhuang (dialecte de Wuming) |
| ------------------------------- | --------------------------- | ---------------------------- | -------------------------- | ---------------------------- | ------------------------------------ | --------------------------- |
| Peuple chinois                  | 中國人 zhōngguórén          | 中国人 chūgokujin            | 중국 사람 Jungguk saram    | người Trung Quốc (𠊚中國)    | 唐ん人 tooNchu (personne Tang ~唐人) | Boux Cunghgoz               |
| Nation                          | 國家 guójiā                 | 国 kuni                      | 나라 nara                  | đất nước (𡐙񣕺)               | 島 shima (île)                       | –                           |
| Montagne                        | 山 shān                     | 山 yama                      | 메 me                      | núi (𡶀)                     | 盛 mu'i (grand/vigoureux)            | bya (岜)                    |
| Une                             | 一 yī                       | 一 hito                      | 하나 hana                  | một (𠬠)                     | てぃいち tīchi                       | nděu                        |
| Forêt                           | 森林 sēnlín                 | 森 mori                      | 숲 sup                     | rừng (𡼹)                    | 山 yama (montagne)                   | ndoeng (崬)                 |
| Langue                          | 語言 yǔyán                  | 言葉 kotoba                  | 말 mal                     | tiếng (㗂)                   | 口 guchi (bouche)                    | Vah                         |
| Écrire (passé)                  | 寫 xiě                      | 書く kaku                    | 썼다 sseotta               | –                            | 書ちゃん kachan                      | –                           |
| Soupe                           | 湯 tāng                     | 汁 shiru                     | 국 guk                     | canh                         | 湯 yuu                               | –                           |
| Manger                          | 吃 chī, 食 shí              | 食べる taberu                | 먹다 meokda                | ăn (𩛖)                      | 噛むん kamun                         | gwn (𫩒)                    |
| Mère, maman (discours informel) | 媽媽 māmā                   | お母さん okāsan              | 어머니 eomeoni             | mẹ (媄)                      | あんまー 'anmaa                      | –                           |
| Pronom personnel (générique)    | 我 wǒ                       | 私 watashi                   | 나 na                      | tôi (𪝬)                     | 我ん wan                             | gou                         |

| Français                 | Chinois (mandarin standard) | Japonais (japonais standard) | Coréen (dialecte de Séoul)           | Vietnamien (dialecte de Sud)   | Ryūkyū (dialecte d'Okinawa)          | Zhuang (dialecte de Wuming) |
| ------------------------ | --------------------------- | ---------------------------- | ------------------------------------ | ------------------------------ | ------------------------------------ | --------------------------- |
| Appartenance ethnique    | 民族 mínzú                  | 民族 minzoku                 | 民族(민족) minjok                    | dân tộc (民族)                 | 民族 minzuku                         | Minzcuz (民族)              |
| Masse                    | 人民 rénmín                 | 人民 jinmin                  | 人民(인민) inmin                     | nhân dân (人民)                | 御万人 'umaNchu                      | Yinzminz (人民)             |
| République               | 共和國 gònghéguó            | 共和国 kyōwakoku             | 共和國(공화국) gonghwaguk            | Cộng hòa quốc (共和國)         | 共和国 kyoowakuku                    | Gunghozgoz (共和国)         |
| Sinogramme               | 漢字 hànzì                  | 漢字 kanji                   | 漢字(한자) hanja                     | hán tự (漢字)                  | 漢字 kwanji                          | –                           |
| Téléphone                | 電話 diànhuà                | 電話 denwa                   | 電話(전화) jeonhwa                   | điện thoại (電話)              | 電話 denwa                           | –                           |
| Grande Muraille de Chine | 萬里長城 Wànlǐ Chángchéng   | 万里の長城 Banri-no-Chōjō    | 萬里 長城(만리 장성) malli jangseong | Vạn Lý Trường Thành (萬里長城) | 万里ぬ長城 manri-nu-Choojoo          | –                           |
| Étudiant(s)              | 学生 xuéshēng               | 学生 gakusei                 | 學生(학생) haksaeng                  | học sinh (学生)                | 学生 gakusoo                         | hagseng (学生)              |
| Liberté                  | 自由 zìyóu                  | 自由 jiyū                    | 自由(자유) jayu                      | tự do (自由)                   | –                                    | cwyouz (自由)               |
| Égalité                  | 平等 píngděng               | 平等 byōdō                   | 平等(평등) pyeongdeung               | bình đẳng (平等)               | –                                    | bingzdaengj (平等)          |
| Journal                  | 新聞 xīnwén                 | 新聞 shinbun                 | 新聞(신문) simmun                    | tin tức (信息)                 | –                                    | –                           |
| Film                     | 電影 diànyǐng               | 映画 eiga                    | 映畵(영화) yeonghwa                  | điện ảnh (電影)                | 影踊 kaagaaudui, 影芝居 kaagaashibai | –                           |